# Jurnalism participativ
Jurnalismul cetățenesc numit și jurnalism participativ sau Știri deschise este un act de participare activă a cetățenilor la colectarea și analizarea știrilor și informațiilor. Jurnalismul cetățenesc nu trebuie confundat cu jurnalismul civic care este practicat de jurnaliști profesioniști. 